# Gastronomía de Semana Santa

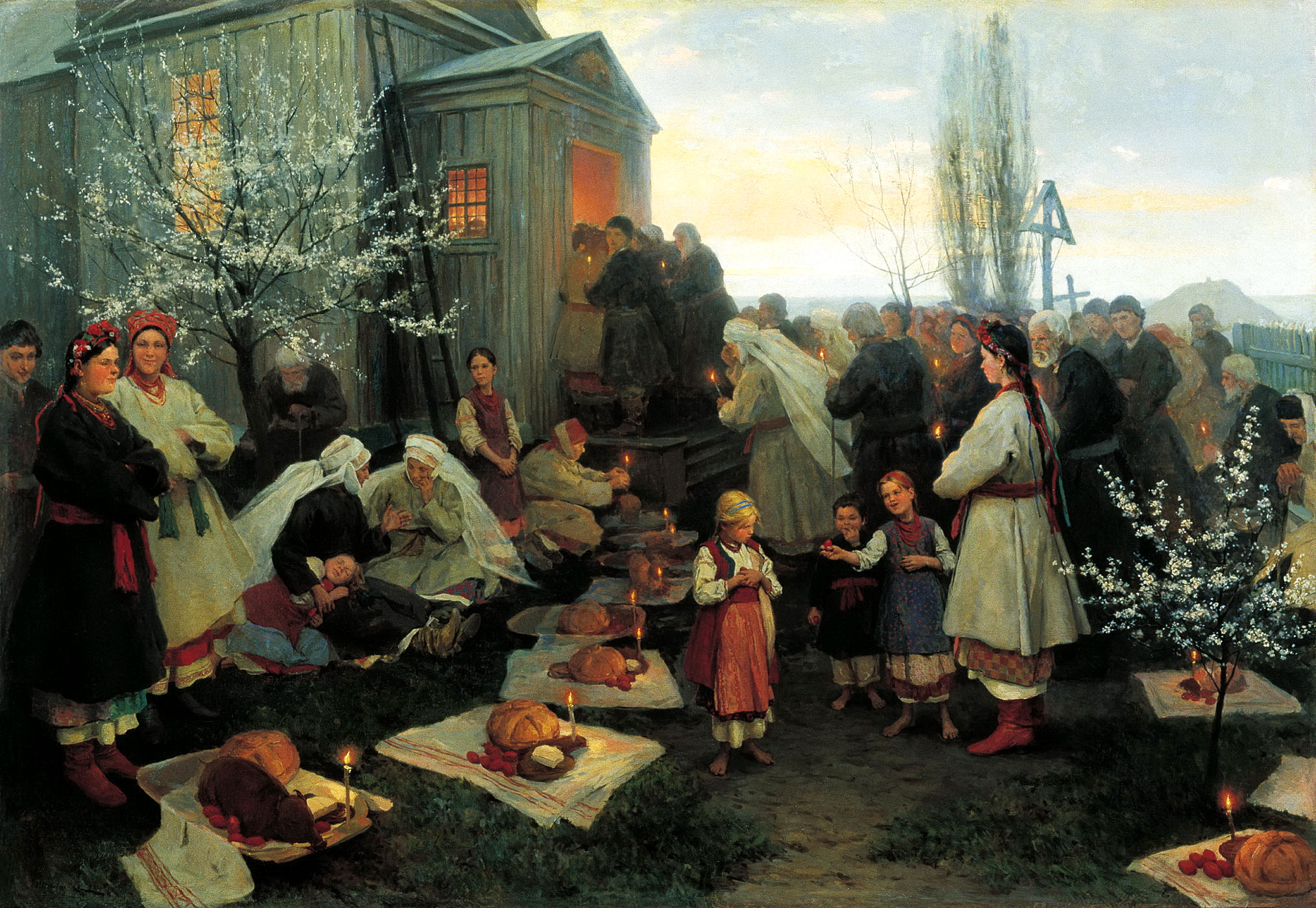
El pan de pascua (en ucraniano: Kulich) - Pintor: Mykola Pymonenko.

La gastronomía de la Semana Santa corresponde a todas las costumbres culinarias y todos los alimentos permitidos durante el periodo sagrado del catolicismo y suele transcurrir desde el Domingo de Ramos hasta el Domingo de Resurrección, desde el punto de vista litúrgico. Cada país (con alguna representación o grupo católico) suele tener algún conjunto de platos, o preparaciones, característicos de esta fecha que por regla general no suele tener contenido cárnico debido a la abstinencia observada durante este periodo.

## General
Por regla general se opone por completo a la abundancia mostrada en el Carnaval, una de sus características es la austeridad de la gastronomía de la Semana Santa, tanto en la elaboración de los alimentos como en los ingredientes empleados. La tradición reza que el Viernes Santo y el Miércoles de Ceniza debe regir el ayuno y la abstinencia de cualquier tipo de alimento durante todo el día, este sacrificio llega a los seis Viernes de Cuaresma donde la abstinencia solo será de alimentos preparados con carne.
El ayuno debe ser entendido como en no hacer más que una sola comida al día y en abstenerse de ciertos manjares. Esta imposición obliga a unas reglas gastronómicas severas en cuanto a los ingredientes y a las cantidades, los pescados acompañados de todo tipo de verduras, legumbres, etc. y los dulces pasan a ser los ingredientes protagonistas de la mayoría de los platos. Suelen ser platos, por regla general con gran capacidad de saciamiento: ayudan a evitar la tentación del consumo de carne.
La comida única que se hacía durante el ayuno antiguamente era a la puesta del sol, tras algún tiempo se fijó a las tres de la tarde, y posteriormente ya desde el siglo XIV se permite hacerla a mediodía. A esta comida se la denominó colación.

## Alimentos de ayuno

### Carnes
La carne es la comida principal de abstinencia, cubre tanto a las carnes rojas (buey, ternera, carnero) como a las carnes blancas (cabrito, cordero, cerdo) y la caza. Este precepto se aplica por igual a los productos de carne: embutidos y demás partes. En algunos casos es permitido el uso de tocino, siempre y cuando no sea posible cocinar con aceites vegetales y demás hierbas.
Aunque la Biblia no habla de comer pescado en Semana Santa, esto se ha mantenido por tradición como especie de conmemoración a la pasión y muerte de Jesús.
La costumbre viene de la filosofía de los paganos el cual le tenían culto a la diosa de la paz, el placer, y la fertilidad Venus (en la mitología romana) o Freyja (en la mitología nórdica).
Los antiguos romanos asociaron al pez con Venus, y fue usado como su principal símbolo en el día de su festividad, el viernes, donde se comía pescado en honor a la diosa.
Las enseñanzas de la iglesia se basa en el evangelio de Juan (21:5) "Entonces Jesús les dijo: Hijos, ¿acaso tenéis algún pescado? Le respondieron: No" y El les dijo: Echad la red y hallaréis pesca, entonces la echaron, y no podían sacarla por la gran cantidad de peces, en Lucas (9:13) Dadles vosotros de comer y dijeron ellos: No tenemos más que cinco panes y dos pescados, luego Jésus los multiplica. De esta manera se busca honrar los deseos que tuvo Jesús en vida en el día de su muerte.
La iglesia católica prohíbe el consumo de carnes rojas y blancas el Miércoles de Ceniza, los seis Viernes de Cuaresma y el Viernes Santo, solamente permite el consumo de vegetales (frutas y verduras) y de animales acuáticos de agua dulce y de agua salada (pescados y mariscos —moluscos y crustáceos—); así como también permite el consumo de anfibios y reptiles. También permite el consumo de otros productos de origen animal como el huevo, la leche y la miel.

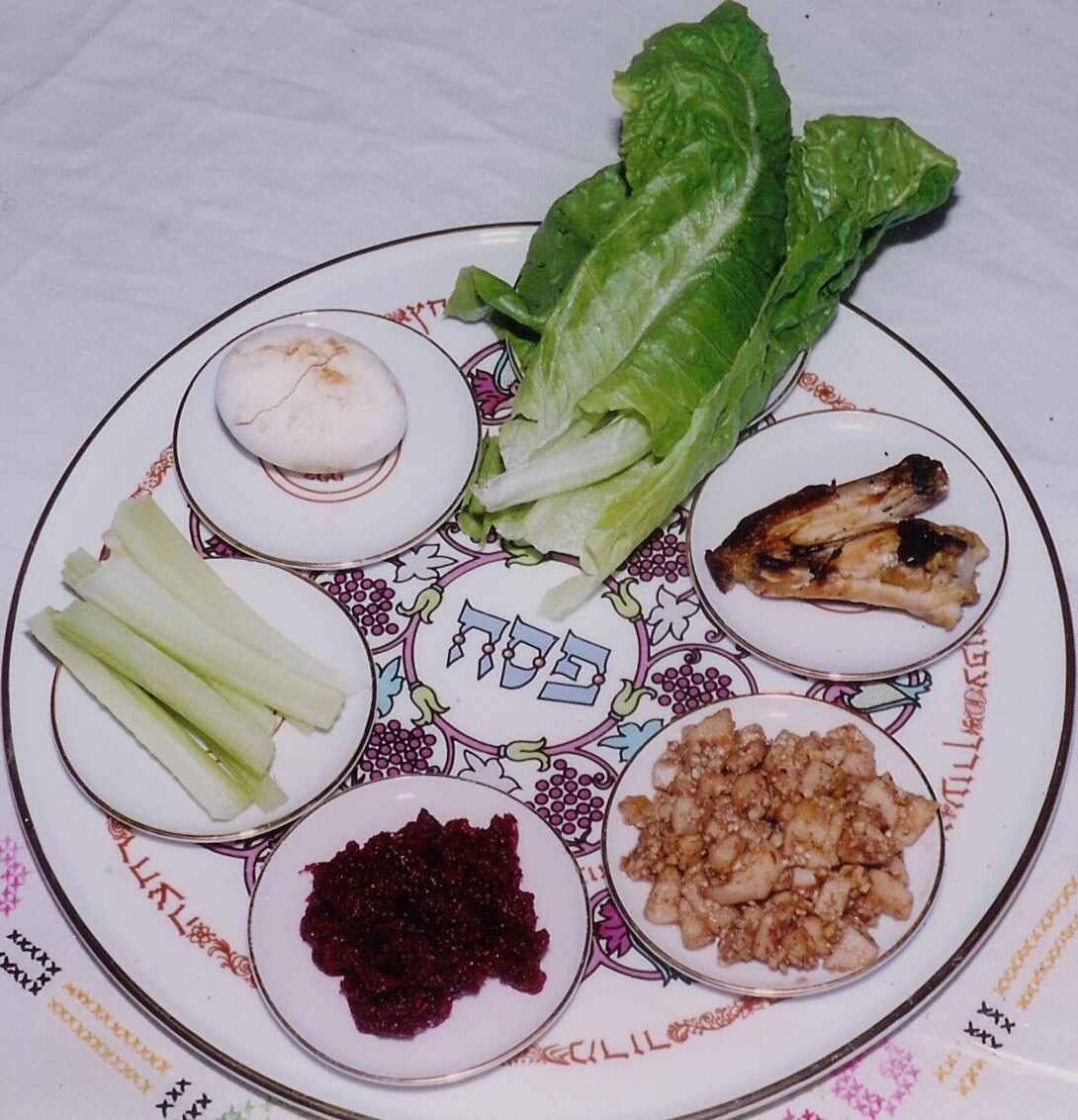
Ordenación tradicional de los ingredientes en el Plato del Séder. Los ingredientes (en sentido de reloj, desde la parte superior): chazeret (lechuga romana), z'roa (una tibia de cordero asada), charoset, maror (chrein), karpas (palos de apio) y beitzah.

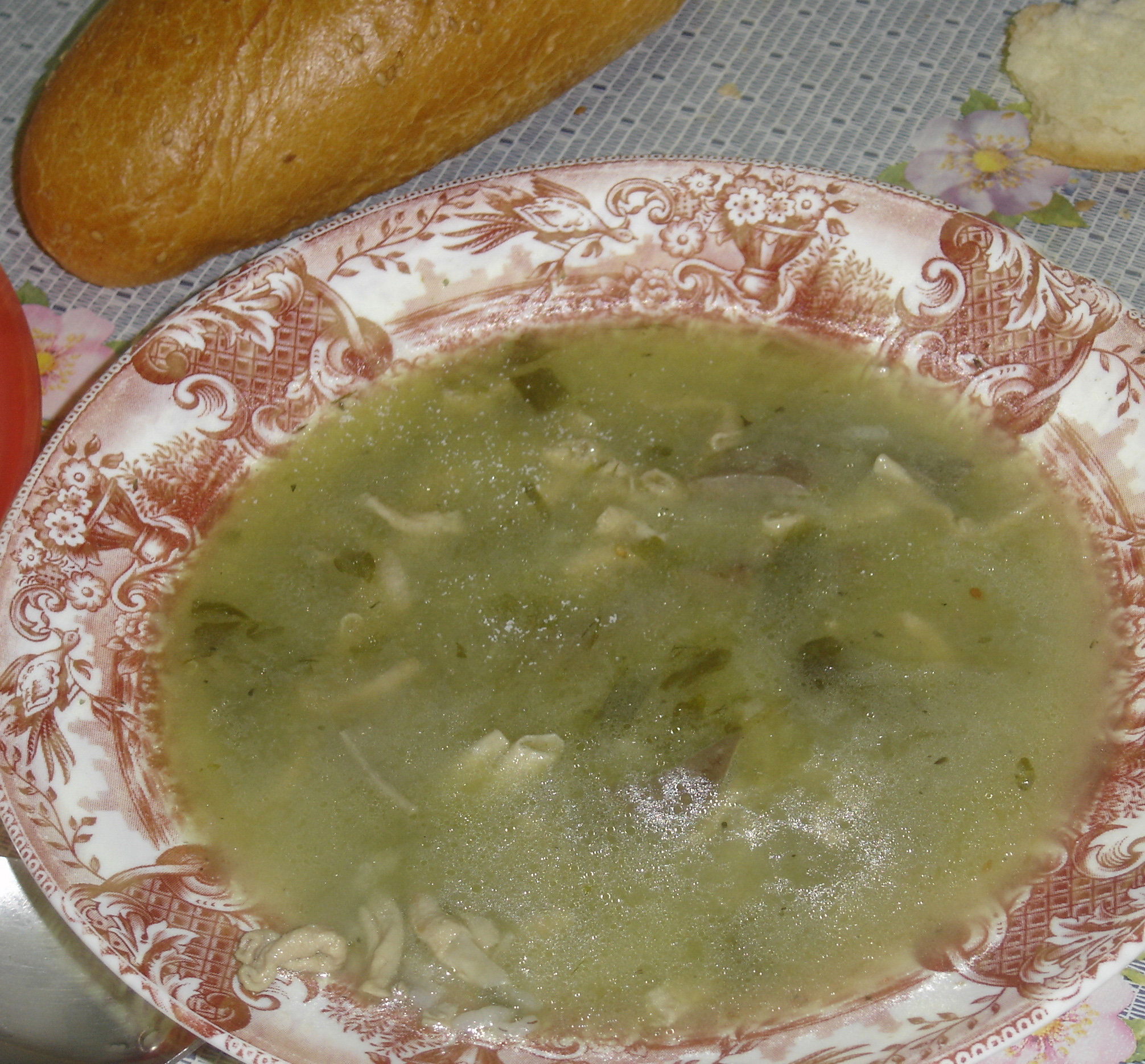
Plato de magiritsa.

### Huevos, lácteos y miel
Son solo objeto de ayuno durante la Cuaresma, existían no obstante bulas especiales para poder comer lácteos: "Indulto de Lacticinios". Con posterioridad se eliminó este rigor, quedando fuera del ayuno pascual.

## Alimentos pascuales

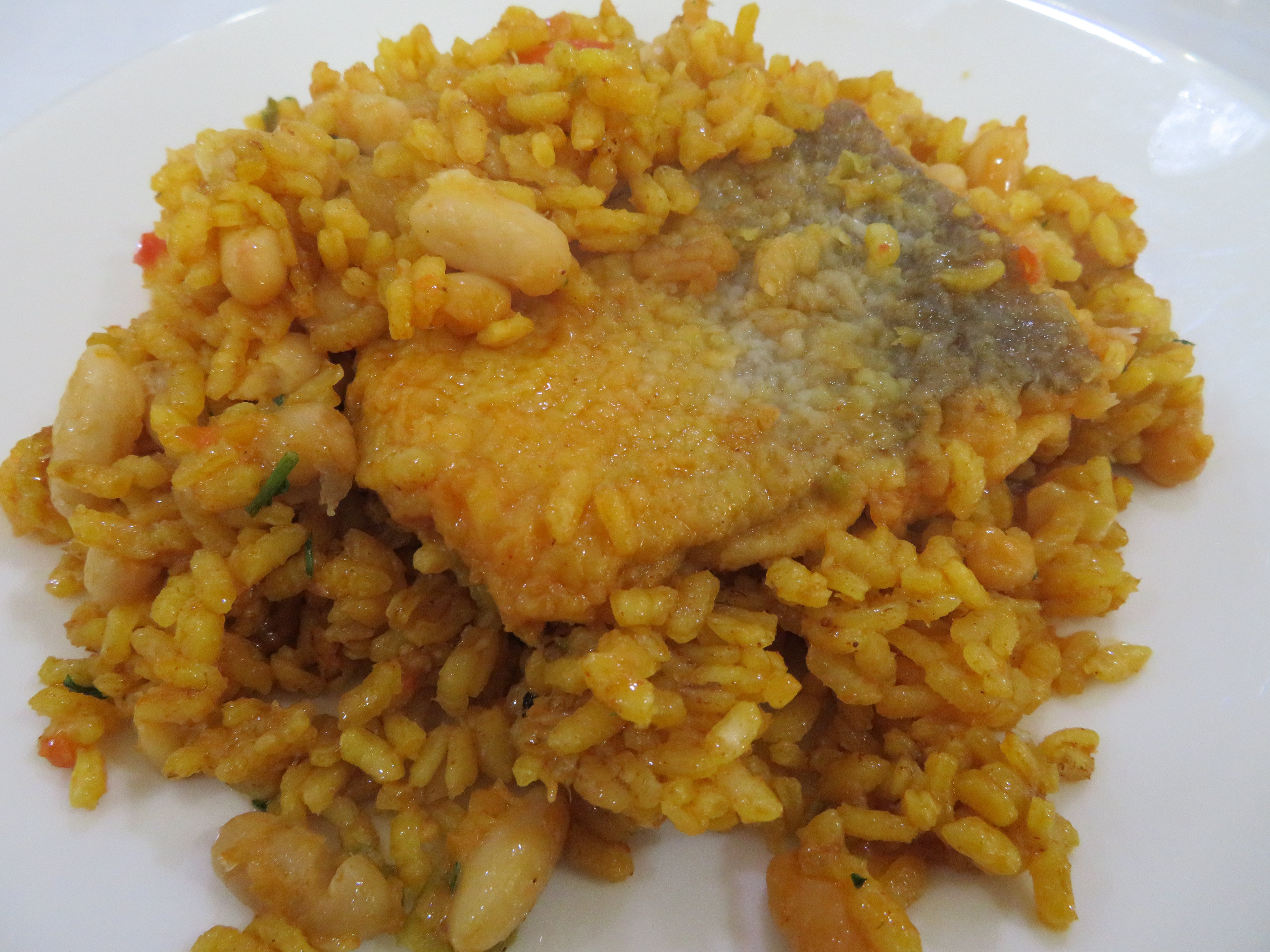
Arroz empedrado con bacalao, plato cuaresmal, Castellón

Algunos alimentos traen a la gastronomía de la Semana Santa un simbolismo, los más repetidos en las diferentes culturas europeas son:
- El huevo duro: implementado quizás en lo que se denomina hoy en día huevo de Pascua, y su origen (anterior al cristianismo) es incierto. No obstante el huevo duro aparece como ingrediente en diversos platos.
- El pan. El denominado pan pascual en las culturas de la Europa del Este.
- El bacalao. En concreto el bacalao en salazón que participa en diversas gastronomías de Semana Santa en Europa y América.

### Las costumbres judías
La gastronomía de esta fecha es familiar y con toques tradicionales, las procesiones y el recogimiento promueven esta situación. La situación gastronómica recuerda mucho a la Pascua judía y muchos de los platos de esta época pueden tener influencias claras de las celebraciones culinarias del Pésaj (véase el plato del Séder para más información). Los Judíos suelen comer en la pascua Pan sin levadura.

### Las iglesias ortodoxas
La abstinencia de la ingesta de carne, no tiene igual repercusión en todos los países. Por ejemplo, en algunas partes de Europa de influencia ortodoxo y coptos es una costumbre de muy antiguo la ingesta del cordero pascual (easter lamb), se suele encontrar en forma de sopas como la griega: Magiritsa, la observancia de esta tradición no es por igual en todos los países cristianos.

## Europa

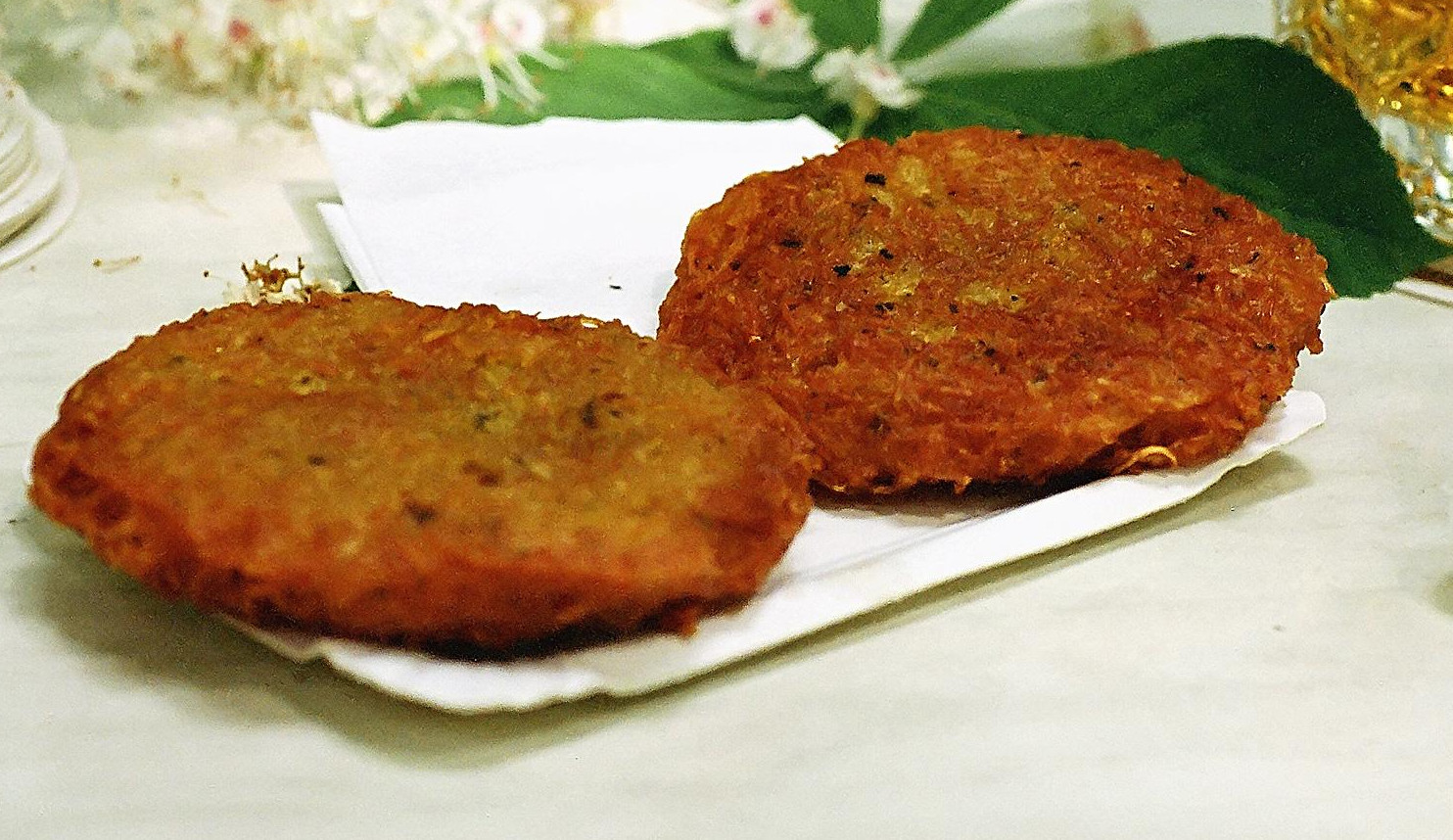
Kartoffelpuffer.

### Alemania
En Alemania al igual que en muchos de los países del norte de Europa es muy celebrada la costumbre de los huevos de Pascua. En la cocina berlinesa y del Rhein está el Kartoffelpuffer que es una especie de pasta de patata servida en especial durante este periodo religioso.

### Italia
En Italia es muy popular el empleo de dulces en esta época y existen numerosos ejemplos de dulces pascuales (Dolci pasquali) como: la Colomba pasquale (paloma pascual), la pastiera típica de la Campania, las scarcella en la Apulia o la cuddura de la Sicilia, el casatiello que es una especie de bollo salado muy típico de la cocina napolitana, etc.

### España

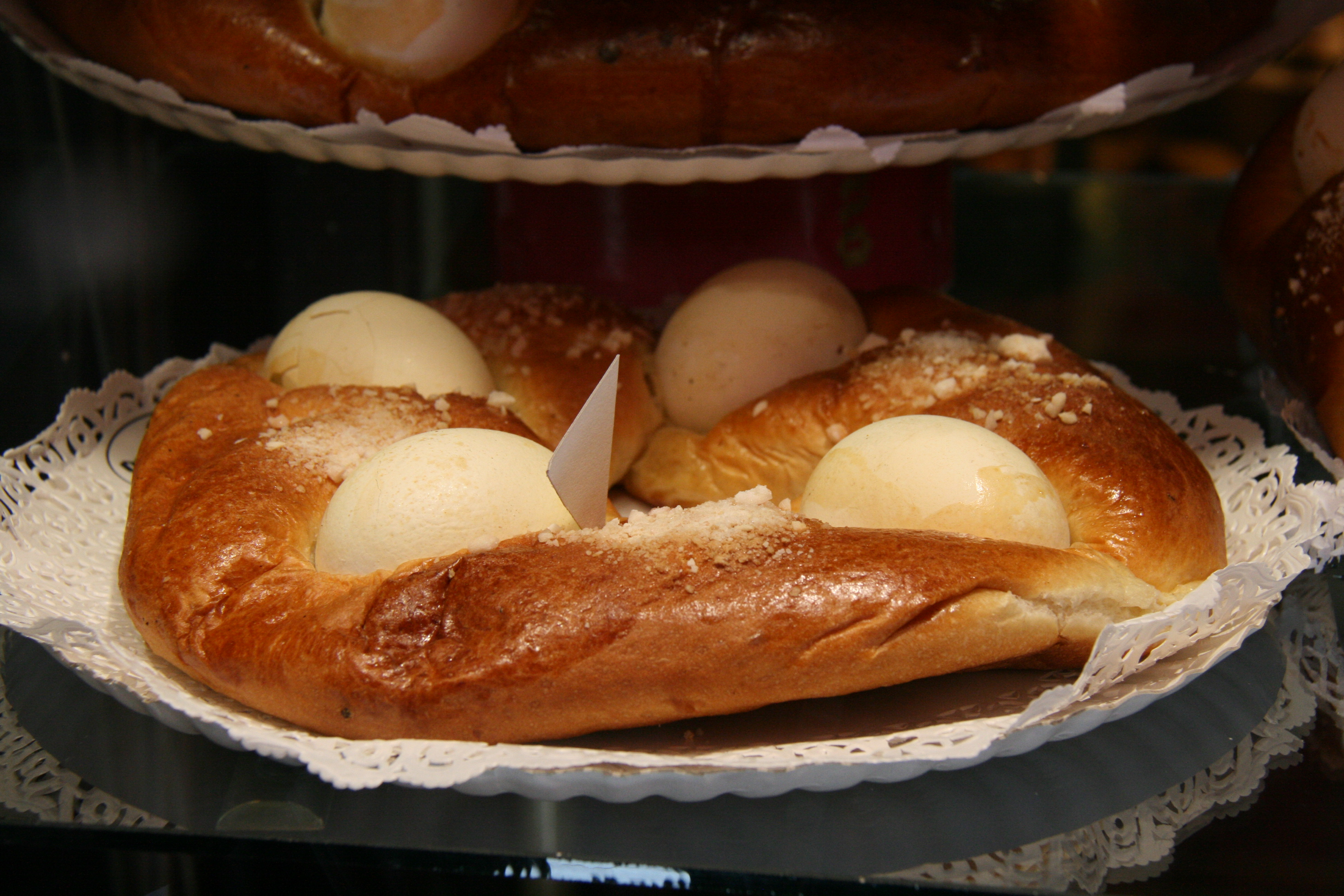
Mona de pascua

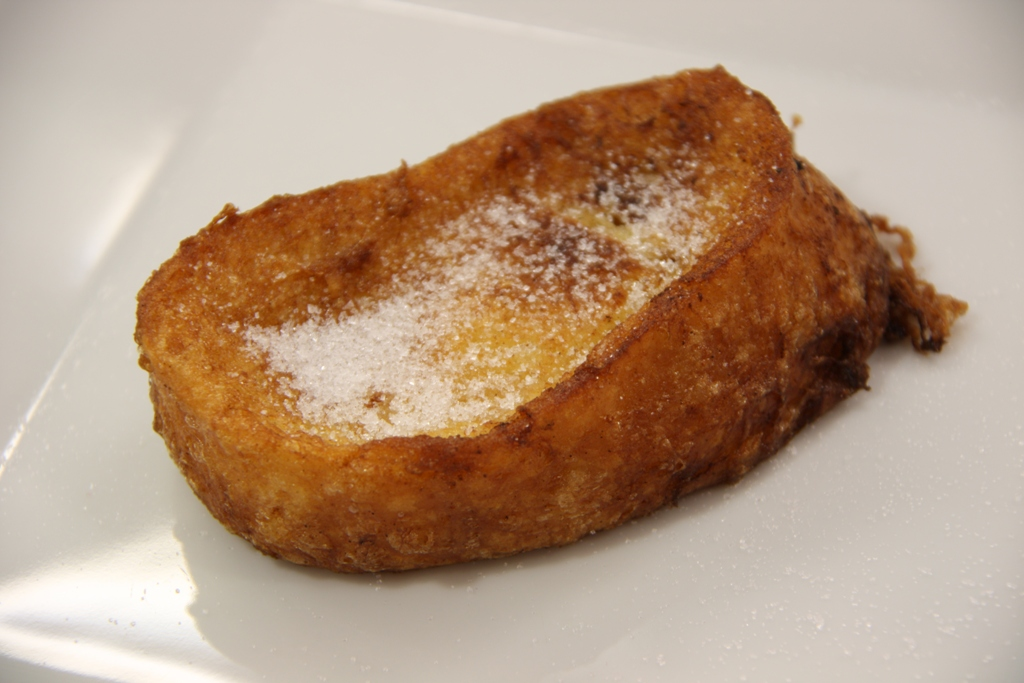
Torrija, dulce tradicional de Semana Santa.

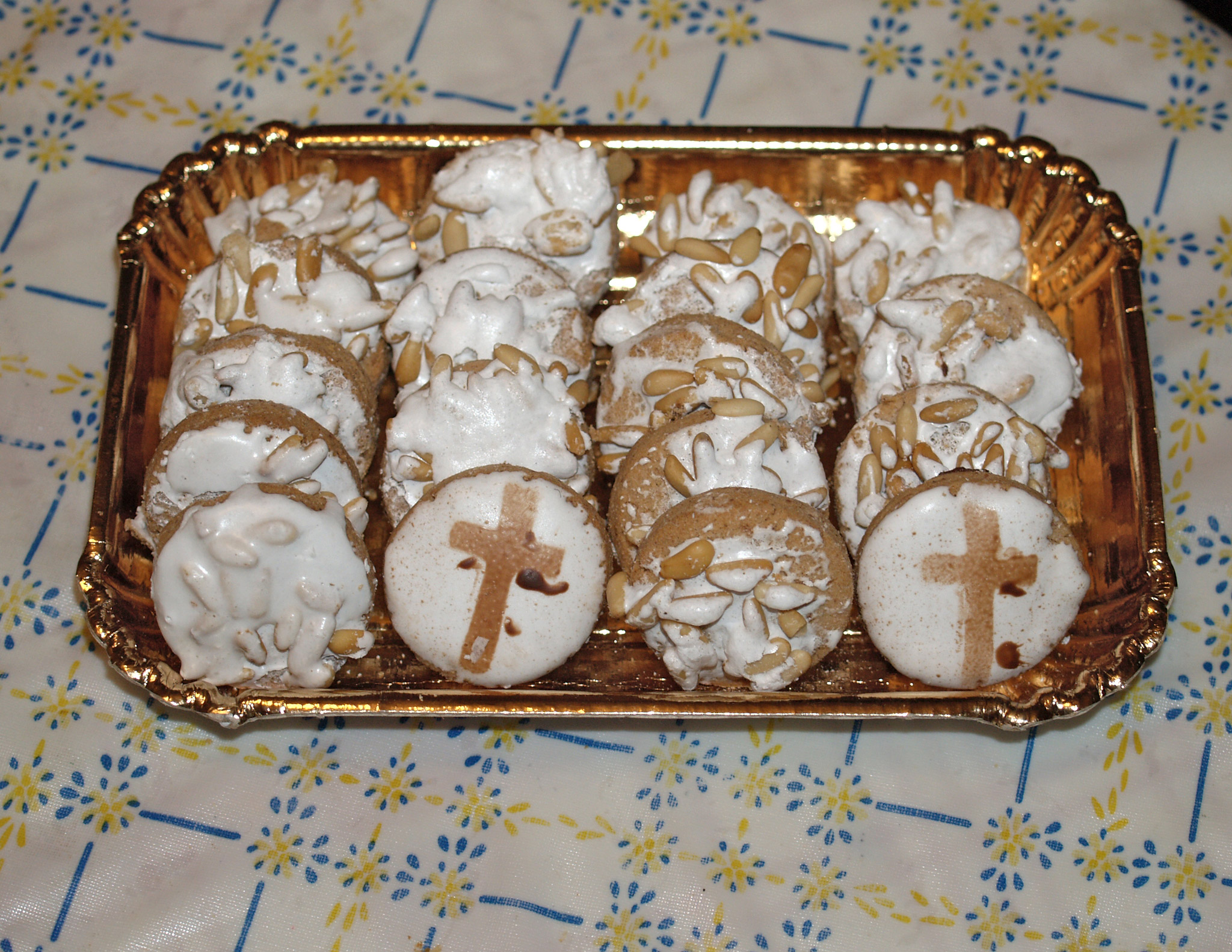
Pastas del penitente. La repostería española es muy abundante e incluye diversos tipos de dulces, pastas, torrijas, tartas y otros postres.

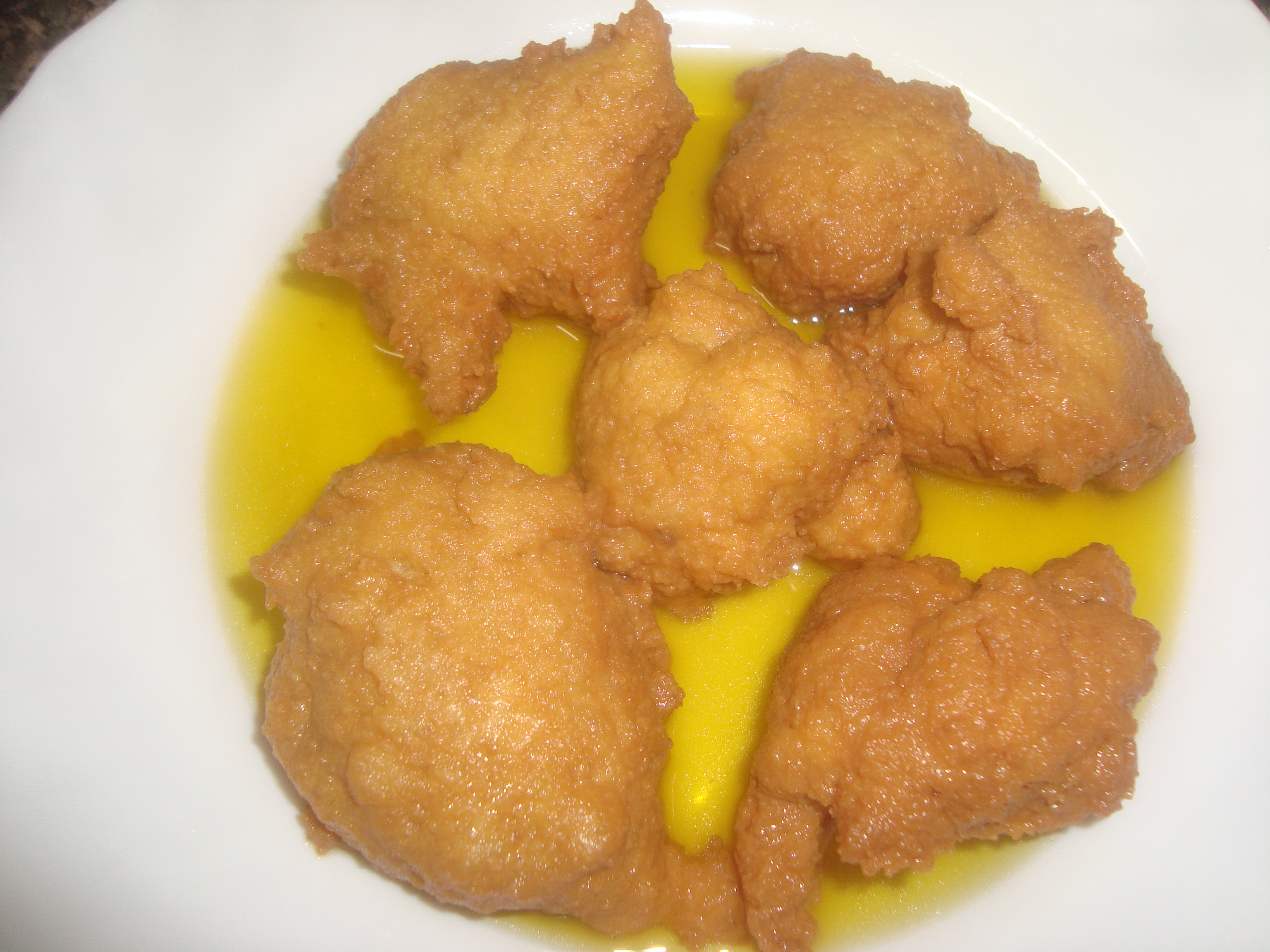
Panecillos de Semana Santa, típicos de la comarca de Sierra de Segura (Jaén).

En España es muy tradicional en el norte servir una especie de sopa denominada las sopas de ajo, con sus trozos de pan duro en agua y con grandes cantidades de pimentón que hace recordar la carne, típico de la Semana Santa en Zamora. El potaje de vigilia, que es una variedad de potaje realizado con bacalao en salazón. El bacalao en salazón se puede decir que es el pescado protagonista en la Semana Santa en España, tiene su preparación en buñuelos, en croquetas y en tortillitas, todos ellos son ejemplos de uso de este pescado. Antaño eran muy populares los Huevos de vigilia. Al igual que el bacalao, los escabeches en el interior son muy populares y un ejemplo de ello es chicharro en escabeche.
Otro plato típico de muchas regiones de España es el hornazo o panete, un tipo de rosca o empanada.
En la ciudad de Crevillente (Alicante) es muy popular el "pa torrat" de Viernes Santo que consiste en pan tostado al horno en abundante aceite acompañado de ajos y de la tradicional coca de boqueron, masa de harina con abundante boquerón frito con cebolla. En muchas ciudades de Castilla es muy popular la preparación de las patatas viudas.

#### Repostería
En el terreno de la repostería española pascual es muy popular en todo el territorio por estas fechas las famosas torrijas, elaboradas con pan y cuyas recetas difieren bastante de un lugar a otro, e incluso entre cocineros. Las torrijas se elaboran con restos de pan y se fríen tras remojarse en leche para ser servidas calientes. Las frutas de sartén son muy populares en la repostería de esta época. Son populares en algunas zonas del sur de España los pestiños. En Cataluña, Comunidad Valenciana y Aragón son muy famosas las monas de Pascua y las culecas (bollos con huevos cocidos). En Valencia se suele comer al aire libre las denominadas longanizas de pascua.

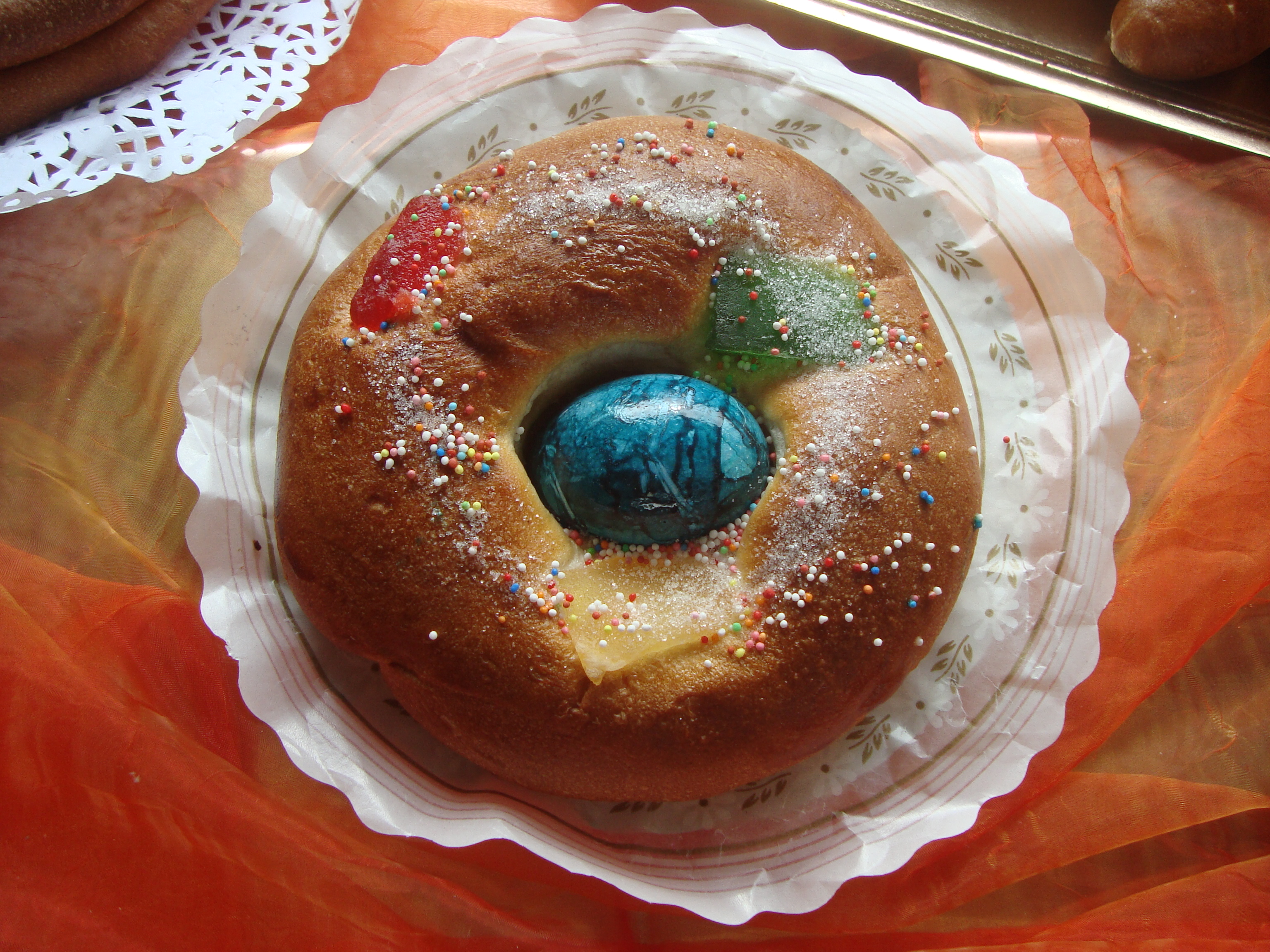
Mico de Pascua (Torreblanca, Castellón).

### Países del centro y este de Europa

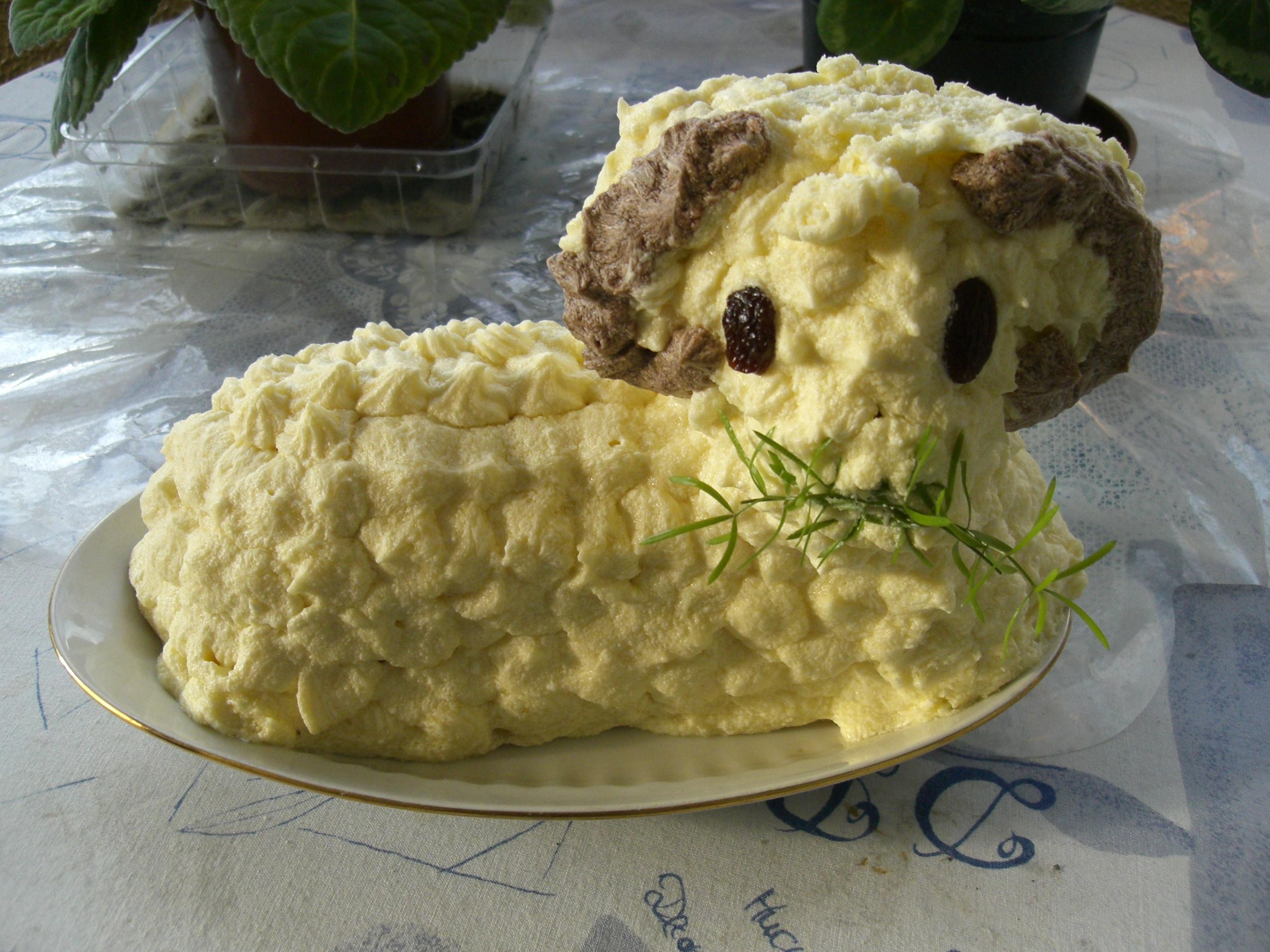
El cordero de pascua un postre típico en República Checa y en otros países del Este de Europa.

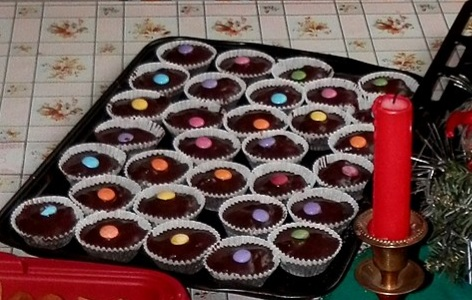
Las šuhajdy, un postre típico en Eslovaquia, en una bandeja para horno.

En muchos de los países del este de Europa son muy tradicionales los alimentos durante esta época y es frecuente encontrar preparaciones tales como el: Babka (бабка), conocido también como Baba (баба) es un pastel que se sirve el domingo de resurrección. En Polonia es frecuente observar la ingesta del 'cordero pascual' ('Baranek Wielkanocny') que se toma incluso como un pastel Makowiec, se sirve la sopa Zurek Wielkanocny (borscht blanco) con huevos cocidos, siendo popular igualmente el Babka.

## América

### Argentina
Para la Pascua cristiana se consumen huevos de Pascua y rosca de pascua. En tanto que para Semana Santa, fechas en que la Iglesia católica exige ayuno de carnes salvo las de pescados, son típicas las empanadas de vigilia (principalmente las rellenas de atún), y guisados con merluza, bacalao o, en su defecto, cazón. También en el norte se acostumbra consumir platos típicos hechos con choclos y queso criollo llamados "humitas"(envueltos en chala del mismo choclo y relleno sólo con queso)o la olla servido con una porción de queso y pan.Los pescados acompañados de cualquier tipo de verdura, legumbre, etc. los dulces pasan a ser los ingredientes 
protagonistas de la mayoría de los postres.

### Chile
Se suele comer algunos tipos de empanadas con mariscos, con verduras, a veces mermelada de frutas (peras, alcayotas), o manzana picada (esto es típico en el Sur), pero por lo general, la primera, es de consumo más habitual y masivo, junto con la de queso, que puede ser frita o al horno, esta última se hace con masa de milhojas. También es el consumo habitual de pescado y mariscos, comidas como pescado frito, ceviche, pescado al horno, curanto y demás platos especializados en pescados y mariscos.

### Colombia
En Colombia, durante la Semana Santa se acostumbra consumir pescado en lugar de la carne roja, puede ser asado o frito, mayoritariamente se acompaña con arroz blanco, ensalada de aguacate o de papa. En la Costa Caribe es tradicional entre familiares, amigos y vecinos regalarse dulces caseros a base de frutas y tubérculo: como el dulce de coco, de mango, de corozo, de papa, de ñame e.t.c. En la capital es tradicional comer ajiaco santafereño, acompañado con arroz y aguacate. La gastronomía de Semana Santa en Colombia es muy famosa por la diversidad de sus dulces. En Zipaquirá los  Turrones y la Cuajada con Melao son muy consumidos para estas fechas. en el Carmen de Bolívar consumen una clase de pan-galleta llamado 'Chepacorina' y, por supuesto, también hacen dulce de dicha galleta. Es una tradición preparar los dulces junto con los hijos y abuelos, para que los mayores enseñen a los más jóvenes y así la tradición no se pierda.

### Costa Rica
La culinaria durante la Semana Santa en Costa Rica se caracteriza por un aumento en el consumo de pescados y mariscos como el bacalao, las sardinas y el atún, que se utilizan para preparar diversos platillos, que incluyen arroces, sopas y escabeches.
Otro platillo fuerte de Semana Santa es el arroz con palmito, que suele acompañarse de picadillo de flor de itabo con huevo y ensalada rusa. También es frecuente el consumo de encurtidos y vinagretas, así como los tamales mudos (tamales de maíz rellenos de frijol), tamales asados, tamales de elote, tamales de maicena y bizcochos. Uno de los alimentos favoritos para estas festividades es el chiverre, con el que se hacen mieles, chiverre cristalizado, cabello de ángel y empanadas. El arroz con leche suele ser otro de los postres típicos favoritos durante las celebraciones. Otros postres son los higos en almíbar o azucarados y la miel de toronja. Algunas familias tienen por tradición la elaboración de pan dulce casero.

### El Salvador
Para la Semana Santa muchos salvadoreños católicos tienen por costumbre preparar frutas en miel. Jocotes, mangos y torrejas (pan envuelto en huevos batidos) en miel. También para Viernes Santo muchos hacen tortas de pescado. Tortas de pescado son pescado salado envuelto en masa con sazón al gusto, son fritas y después hechas en sopa con repollo.

### Ecuador

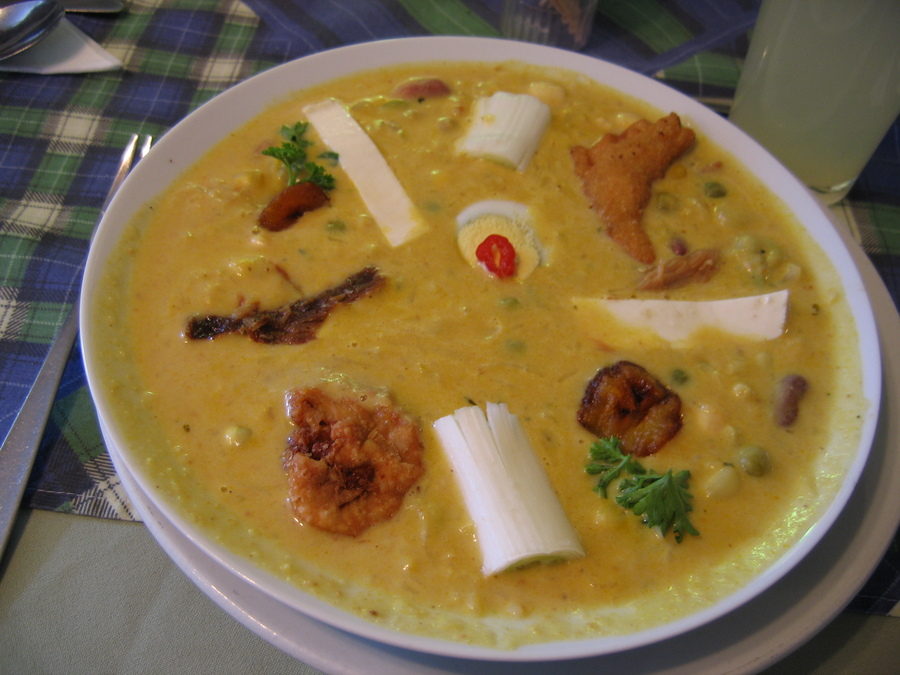
Fanesca.

Para la Semana Santa se prepara un plato llamado "Fanesca". La fanesca es un tipo de sopa preparada con vegetales, granos de cereales, y bacalao salado, que se suele acompañar con postres como dulce de higos con queso. Esta fanesca es un platillo que representa a Jesús con el bacalao y a los doce discípulos o las doce tribus de Israel con su variedades de granos. En algunos lugares de la costa se preparan platillos a base de choclo en la pascua. Las humitas, que son preparadas con choclo molido (maíz tierno), leche, huevo, queso y mantequilla envueltas en hojas de choclo y cocinadas al vapor, son muy populares en cantones rurales de la provincia del Guayas. En la zona sierra se prepara algo similar llamado chihuilde a base de harina de maíz, queso y refrito de cebollas en mantequilla pura de vaca y manteca de cerdo, pero envuelto en las hojas más gruesas de la planta de maíz. Además desde cuaresma se consume un dulce tradicional llamado jucho que se prepara con panela, canela, estrella de olor, clavo de olor, pimienta dulce más una mezcla de hierbas aromáticas y almíbar de durazno acompañado de un fruto silvestre llamado capulí. La mazamorra o colada de choclo que proviene el líquido extraído del choclo tierno y cocido con leche hasta espesar y puede ser de sabor dulce o salado. También el arroz con leche o a su falta, la tradicional chucula preparada a base de plátano bien maduro cosido con leche, canela, pimienta y clavo de olor, azúcar, queso y mantequilla, después triturado con un molinillo de mano hasta que quedar cremoso, es muy popular en zonas donde se produce bastante el plátano.

### Guatemala
En esta fecha se pueden degustar platillos como garbanzo y ayote en dulce, fresco de chilacayote, diferentes tipos de pescado y mariscos como ceviche, pescado a la vizcaína, sardina en salsa de tomate y ensalada de atún. Los molletes y torrejas también son parte de las especialidades de la época, aunque se pueden degustar en otras épocas del año. En cuanto a la variedad de frutas de la época se puede mencionar mango, coco, higo y nísperos, que son los que más se consumen. Además, en algunos sectores, se acostumbra regalar pan de yemas entre familiares y amigos.

### Honduras
La Semana Santa es conocida como la Semana Mayor, durante este tiempo de recogimiento espiritual los feligreses y población en general aprovechan para degustar platillos típicos como: las torejas en miel (de pan, pinol) los buñuelos en miel; además de otras frutas y vegetales como la papaya, el ayote, el mango entre otras, todas y cada una de ellas acompañados con una taza de Chilate (Bebida preparada con diferentes semillas) y no puede faltar la famosa sopa de tortas de pescado (preparado con pescado seco, salado en forma de tapado).

### México
En este país, se da la tradicional abstinencia de carnes rojas, se preparan platillos como los "romeritos", una especie de planta regional (no debe confundírsele con el romero) que se cocina en "mole", una compleja salsa elaborada a base de diversas especies de chile, pan, chocolate, múltiples especias y semillas oleaginosas. Estos platillos suelen acompañarse de tortas hechas de papa con atún o de camarón seco (molido). Es común también la preparación de un chile mexicano llamado "poblano" (una variedad de pimiento) con relleno de pollo en salsa de tomate, de queso, de atún o de cualquier otro guisado, según la región. Igualmente conocido el consumo de sopas de leguminosas, como lentejas y habas, a las cuales se le añaden sabor mediante el frito de tomate y cebolla, y el cocimiento con cilantro. En la Ciudad de Puebla, al sur de la Cd. de México se preparan también los chiles chipotles rellenos de queso. También es una época en que se consume mucho el nopal, preparado de diferentes maneras.
Suele consumirse variedades de pescado local, y frutos de mar durante la cuaresma, tanto en cocidos (sopa de mariscos, caldo miche, caldo de pescado), inclusive, constituye una tradición el consumir tacos de pescado durante la cuaresma, única época usual para elaborarlos en el interior de la república, aunque cotidianos en las zonas costeras. Es común la elaboración del agua de ensalada, que consiste en una mezcla de frutas picadas (manzana, plátano, melón, sandía, fresa, papaya...) y lechuga en agua azucarada; esta adquiere su color con el pigmento de la flor de jamaica o jugo de betabel. Como postre, en el centro del país se elabora la llamada Capirotada, una combinación de capas de bollo (elaborado únicamente en Semana Santa) y atole de fécula de maíz sabor vainilla, cocido con canela, entre las cuales suele añadirse elementos de sabor como nueces, pasas, piñones, almendras, coco rayado y fruta cristalizada: higos, manzana, pera, durazno, fresas y el acitrón, un raro dulce elaborado con la pulpa de las biznagas gigantes, una cactácea xerófila, la cual es cocida por varias horas en caramelo. Los ingredientes de la Capirotada varían de acuerdo al lugar en donde se preparen. Una variación, en vez de fécula de maíz se utiliza piloncillo, el cual se pone a hervir con canela y clavo para darle un sabor especial. Al igual que a la de fécula se le ponen nueces, pasas, etc.

### Paraguay

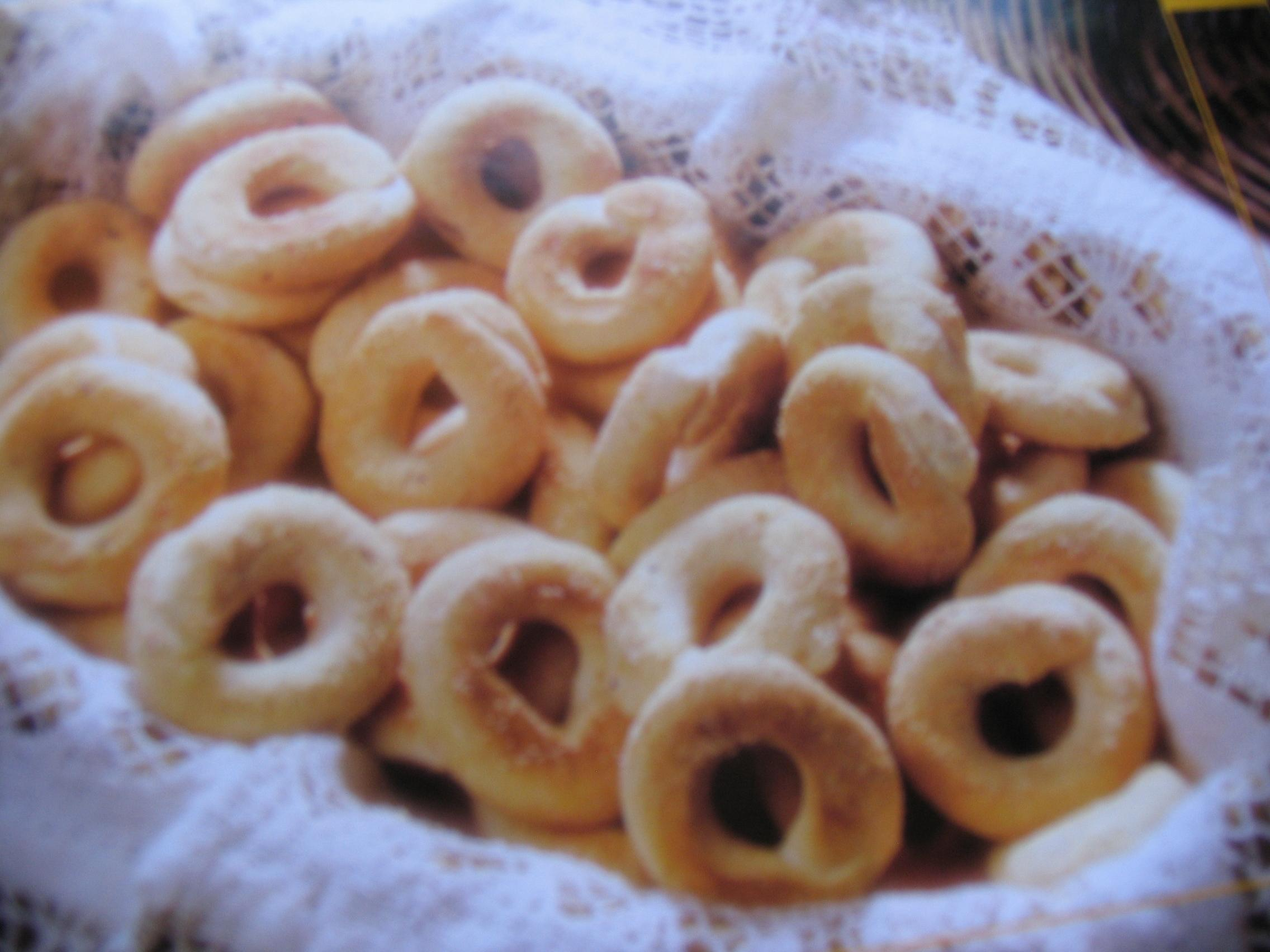
Chipa.

En Semana Santa, en una familia paraguaya no puede faltar la famosa chipa. Ya sea de almidón, guasú, asador o en cualquiera de sus formas, es la principal característica de este periodo en este país. Tampoco puede faltar el cocido, la sopa paraguaya (sólida) el chipa guasú.

### Perú
En Semana Santa, las familias peruanas se alimentan a base de pescado con el que se preparan ceviche, chilcano, bacalao, escabeche, jalea de pescado y demás tipos de preparación del pescado. En el norte del país, se consume un plato a base de habas llamado colao, malarrabia (pescado frito, frejoles y plátano) miel de Semana Santa y sudado de pescado. En el sur se prepara el famoso chupe de viernes a base de camarones, pescado, machas, choclo, queso, calabaza, habas, etc.

### República Dominicana
Para la Semana Santa se preparan las "Habichuelas con Dulce". Es un plato que se prepara con habichuelas (frijoles) rojos, leche de coco, leche evaporada, azúcar, canela, malagueta, batata (papa dulce) y que se acompaña de galletitas dulces y pasas sin semilla. Este se prepara desde inicio de la cuaresma, por lo regular se prepara la primera Habichuela con Dulce para el Miércoles de Ceniza (día de inicio de la Cuaresma), también se preparan para el viernes dolores, el Miércoles y Viernes Santos. Esta práctica es acompañada de una tradición que implica compartir con vecinos este plato. Por esto, para estos días, siempre se ven personas llevando de una casa a otra un envase con Habichuelas con Dulce para compartir con vecinos de la zona.
En otras zonas del país es tradicional preparar en lugar de este plato Maíz con Dulce. La preparación es la misma, lo único que se sustituye son las habichuelas por Maíz.

### Venezuela
Es muy típico en este país consumir principalmente el pescado salado (seco) o fresco, así como las únicas carnes permitidas de la época como chigüire (capibara) y babo (caimán pequeño), ambos preparados en forma de piscillo. También en la región oriental del país es común realizar el famoso cuajao que es una preparación como una torta, hecha con huevo, algún pescado desmenuzado de los que podemos mencionar; cazón, atún, raya o chucho, plátano maduro frito y papa,el cual se hornea y se acompaña con arroz y frijol. Mención aparte merecen los famosos dulces consumidos en dicha época, tales como el majarete, buñuelos de yuca o batata, arroz con coco, etc.